# Șura Mare, Sibiu
Șura Mare (în germană Großscheuern, în dialectul săsesc Griußscheiern, în maghiară Nagycsũr) este satul de reședință al comunei cu același nume din județul Sibiu, Transilvania, România.

## Istoric
Satul a fost atestat prima oară, în limba latină, drept Magnum Horreum (Marele Hambar), cândva între 1332-1335, și devenită mai târziu maior villa Horrei (orașul mai mare al Hambarului), localitatea Șura Mare este aproape necunoscută înainte de invazia turcilor din 1493. 

## Biserica
- Vezi și Biserica fortificată din Șura Mare

Vechea biserică evanghelică aparținea unui vechi tip de bazilici din secolul al XIII-lea răspândit în zona Sibiului, fapt confirmat de prezența absidiolelor estice ale navelor laterale, întrucâtva asemănătoare celor de la Cisnădie, Cisnădioara, dar mai ales celor de la Gușterița. Neobișnuit de lunga bazilică romanică, închinată Fecioarei Maria, avea și o clopotniță cu trei niveluri deasupra capătului vestic al navei centrale, deschis la parter ca un portic boltit în cruce.
Din incinta care va fi înconjurat odinioară biserica nu s-au mai păstrat decât un turn de apărare și două fragmente de zid.

## Demografie
La recensământul din 1930 au fost înregistrați 2.343 locuitori, dintre care 1.492 germani, 703 români, 138 țigani, 10 maghiari ș.a. Sub aspect confesional populația era alcătuită din 1.489 luterani, 807 ortodocși, 31 greco-catolici ș.a.

## Obiectiv memorial
Parcela soldaților germani din Al Doilea Război Mondial este amplasată în cimitirul evanghelic-lutheran și a fost amenajată în anul 1975. În această parcelă sunt înhumați 116 militari.

## Personalități
- Goblinus (d. 1386), episcop catolic al Transilvaniei (1376-1386)

## Galerie de imagini

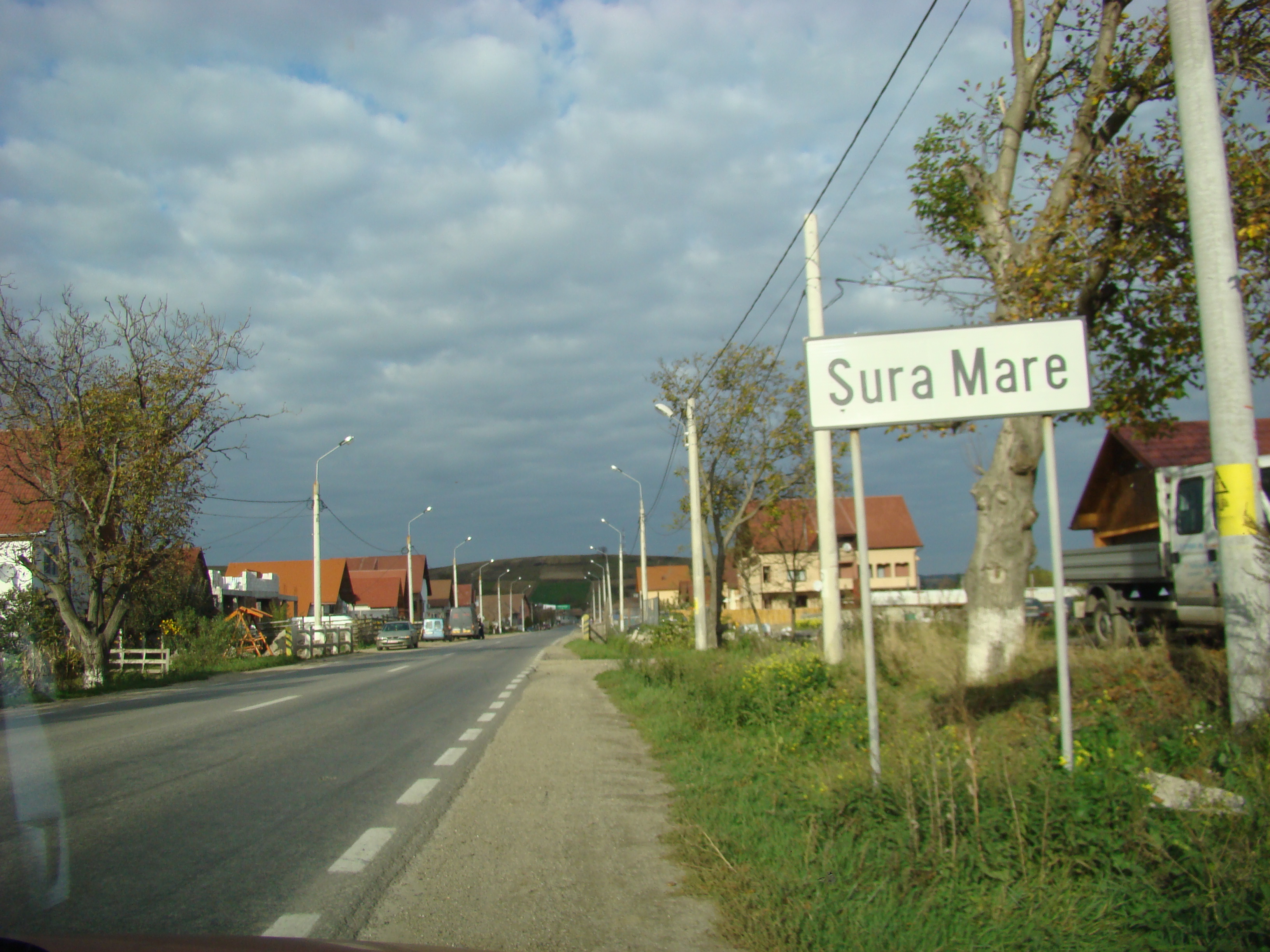
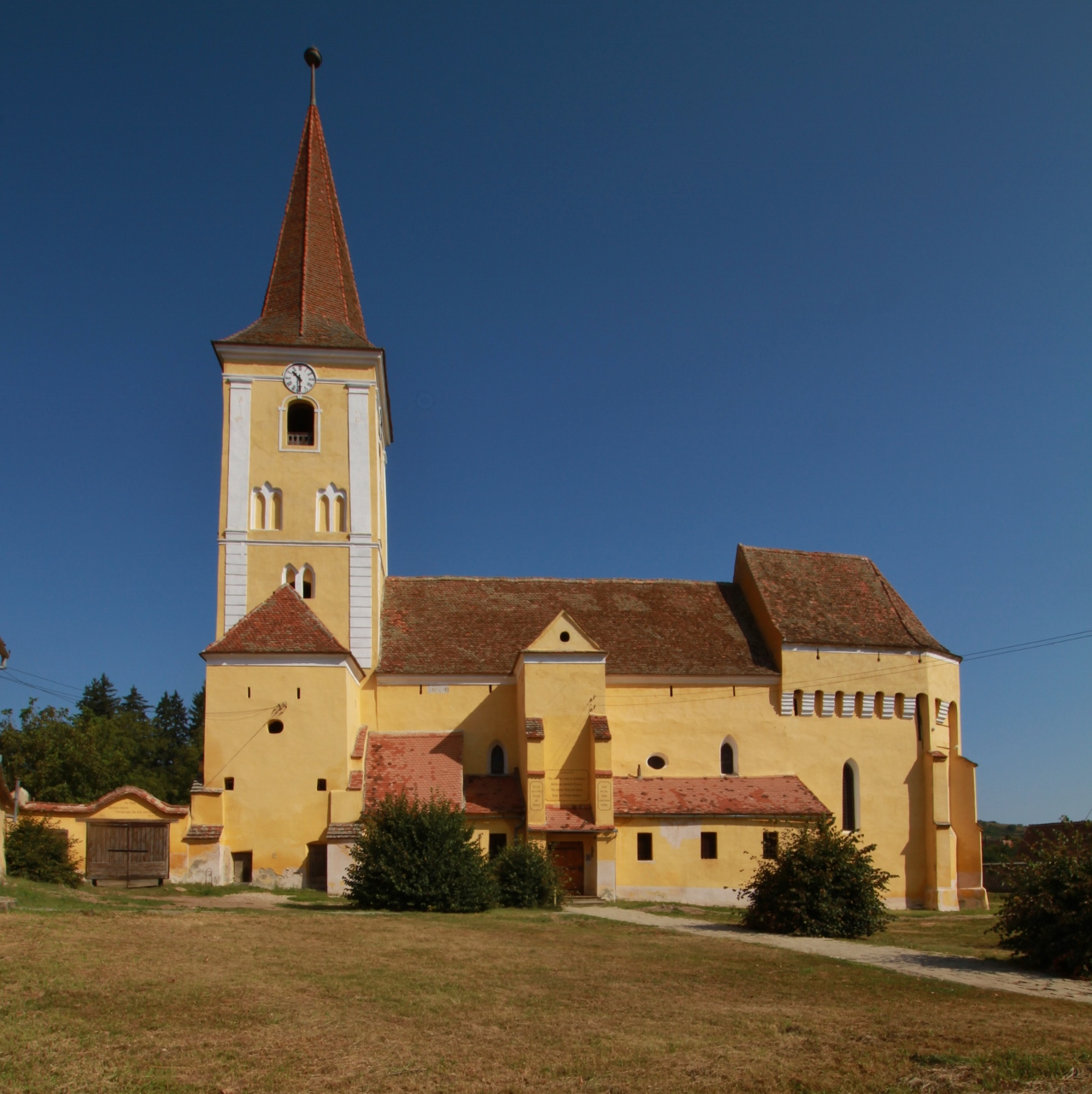
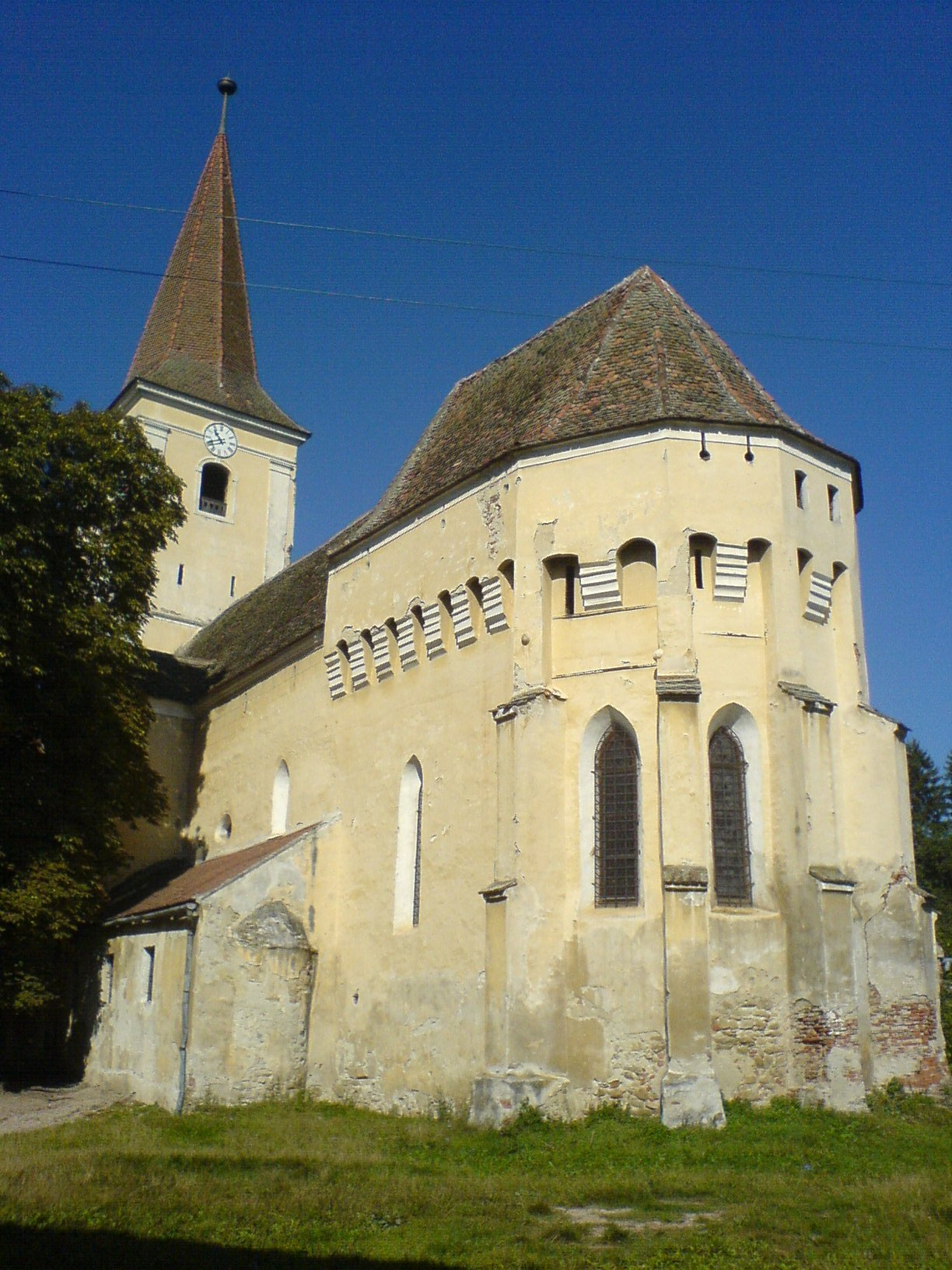
Ansamblul bisericii evanghelice, monument istoric SB-II-m-A-12565
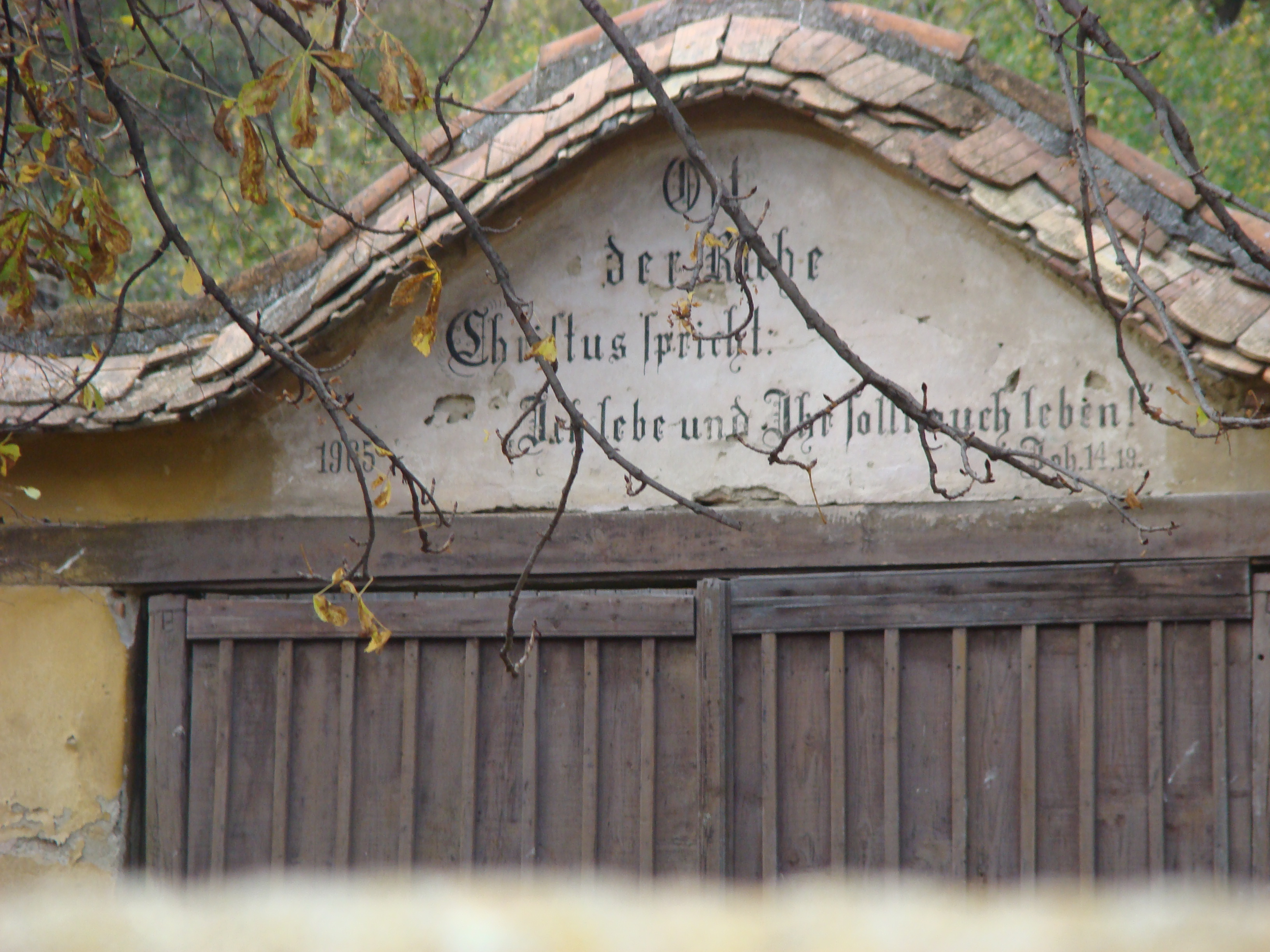
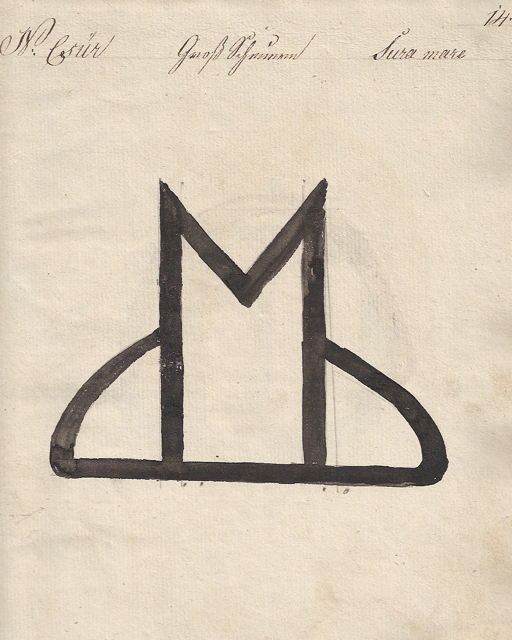
1826 - Danga pentru vitele din Șura Mare
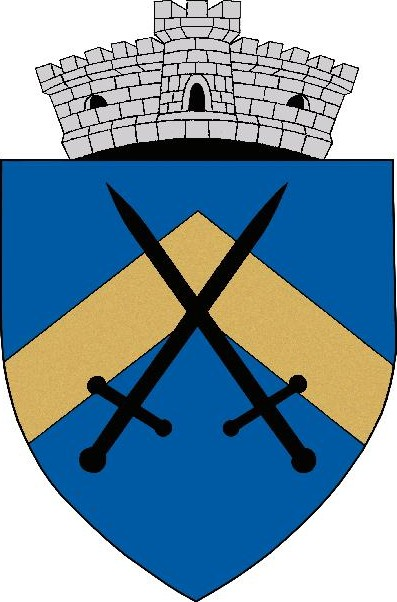
Stema comunei